# Eduardo Heras León
Eduardo Rafael Heras León (La Habana, 5 de agosto de 1940-La Habana, 12 de abril de 2023) fue un escritor y profesor cubano, Premio Nacional de Literatura 2014. Cultivó mayormente el cuento, aunque también fue autor de ensayos y poesías. Fue director del Centro de Formación Literaria Onelio Jorge Cardoso desde su fundación y con su labor en esta institución ayudó al desarrollo artístico y literario de varias generaciones de escritores en Cuba.  

## Biografía
Nació en el Cerro el 5 de agosto de 1940. A los doce años quedó huérfano de padre y tuvo que trabajar con sus hermanos como limpiabotas, vendedor de periódicos y billetes de lotería, limpiador de portales y otros oficios similares. Siendo estudiante de bachillerato colaboró con el Movimiento 26 de Julio. 
Luego del 1 de enero de 1959 se unió a las Milicias de la Revolución cubana, una experiencia que ha descrito en su libro de cuentos La guerra tuvo seis nombres que le valiera el premio David en 1968. Combatió en la batalla de Playa Girón. En 1970 recibe Mención Única por el libro Los pasos en la hierba en el concurso convocado por Casa de las Américas. Uno de los cuentos de este libro: La noche del capitán fue duramente cuestionado por supuestamente reflejar "desviaciones ideológicas" y Heras fue expulsado de la Universidad de La Habana y enviado a trabajar como obrero en la empresa siderúrgica Antillana de Acero durante el período que en Cuba es conocido como "Quinquenio gris". Basándose en sus experiencias en esta fábrica, Heras León escribió el libro de cuentos Acero. 
Con el apoyo del Ministerio de Cultura y la UNEAC, fundó en 1998 el Centro de Formación Literaria Onelio Jorge Cardoso, junto a su esposa Ivonne Galeano y el escritor Francisco López Sacha. Recibió el apoyo de Fidel Castro para la emisión del primer programa de Universidad para Todos en el año 2000.
En febrero de 2015 recibió el Premio Nacional de Literatura 2014. También recibió el Premio Nacional de Edición.

## Obras
- La guerra tuvo seis nombres (Cuento, Premio David UNEAC, 1968)
- Los pasos en la hierba (Cuentos, Mención única, Premio CASA 1970), en varias ediciones.
- Acero (Cuentos, Ed. Letras Cubanas, 1977).
- A fuego limpio (Cuentos, Ed. Letras Cubanas, 1981).
- Cuestión de principio (Cuentos, Premio Nacional UNEAC, 1983 y Premio Nacional de la Crítica, 1986).
- La nueva guerra (Antología de cuentos, Ed. Letras Cubanas, 1989).
- Balada para un amor posible (plaquette, Ed. Extramuros, 1992).
- La noche del capitán (Antología, UNAM, 1995).
- Balada para un amor possivel (Fundacao Memorial da América Latina. Sao Paulo, 1996).
- Dolce vita (Ediciones Unión, 2013)
- Cuentos completos (2014)

## Premios, distinciones y reconocimientos
Le fueron otorgados diferentes premios y reconocimientos como:
- Premio David 1968, de la UNEAC, por el libro de cuentos La guerra tuvo seis nombres
- Mención única en el concurso Casa de las Américas 1970, en el género cuento, por el libro Los pasos en la hierba
- Premio Nacional Luis Felipe Rodríguez 1983, de la UNEAC, por el libro Cuestión de principio
- Premio Nacional de la Crítica 1986, por el libro Cuestión de principio
- Premio Razón de Ser 1986, del Centro Alejo Carpentier, por un proyecto de novela
- Premio de la CTC 1986 y Mención en su género en el VIII Festival Internacional del Nuevo Cine Latinoamericano
- Premio Nacional de Crónica 1990, en el Concurso 26 de Julio, de la UPEC, por «El último caso del inspector», crónica sobre Luis Rogelio Nogueras
- Premio Especial del Ministerio de Cultura 1990, en el Concurso 26 de Julio, de la UPEC, por la entrevista a Silvio Rodríguez titulada «Silvio: Vivo, luego canto»
- Distinción por la Cultura Nacional 1990, del Ministerio de Cultura
- Diploma Nicolás Guillén 2000, de la UNEAC
- Distinción Majadahonda 2000, de la UNEAC
- Distinción Gitana Tropical 2000, de la Dirección Provincial de Cultura de La Habana
- Premio Nacional de Edición 2001, Concurso Alejo Carpentier
- Réplica del Machete del Mayor General Serafín Sánchez 2006, Sancti Spíritus
- Distinción Maestro de Juventudes 2007, de la Asociación Hermanos Saíz
- Réplica del Machete del Generalísimo Máximo Gómez 2008
- Orden Félix Elmuza 2009, de la UPEC
- Placa de Reconocimiento José María Heredia y Heredia 2010, máxima distinción que entrega la Dirección Provincial de Cultura en Santiago de Cuba
- Medalla 50 Aniversario 2014, de la UPEC
- Premio Nacional de Literatura 2014, que otorga el Instituto Cubano del Libro del Ministerio de Cultura de Cuba.
- Premio Nacional de Literatura de Colombia
- Hijo Adoptivo de la Ciudad de Matanzas (marzo 2019), distinción concedida por la Asamblea Municipal del Poder Popular en el territorio yumurino.
- El Libro Alto, distinción que entrega a personalidades relevantes de la cultura cubana el Centro Provincial del Libro y la Literatura de Matanzas
- Reconocimiento 45 Aniversario de la Universidad de Matanzas
- Premio de la Dignidad, que reconoce su labor a favor de la superación de los periodistas, entregado en ocasión del Día de la Prensa Cubana en el Monumento José Martí en la Plaza de la Revolución (marzo 2019)
- Premio Internacional Casa del Teatro de Santo Domingo

Además, recibió la Placa 25 años de la Universidad Central de Colombia. Algunos de sus cuentos, como coguionista, han sido llevados al cine, estos son: Cuestión de principio y La nueva guerra, el primero obtuvo un premio en el Festival Internacional del Nuevo Cine Latinoamericano de La Habana.